# 香港亂噏主要模仿角色列表
本列表是亞洲電視節目《香港亂噏》的登場角色列表。

## 主要模仿角色

### 高級政府官員或公務員

#### 凸首
- 拳拳（盧海鵬飾）

凸首，在節目中經常提及他的名字，但遲遲未在節目登場。終於在《拳拳每週C政報告》環節中登場。在該環節，為了「畫好」普選路線圖，擬報名公聯會的繪畫班。

#### 三局CC長
- 曾進華（鄭啟泰飾）

才政CC長，在第一集主持特首扮記者會，第二集討論環節宣傳再加碼派糖廣告。金句模仿2009-2010年度財政預算案宣傳廣告，是「你的意見已經收到，不過我是做不到的。」，曾向業問拜師，獲得六折棍武器，準備對付雷慢債主。自從他進行「通波仔」手術後，在齡姐看天下接受訪問時聲稱比以前更開通。

#### 十二局局長
- 林公公（林超榮飾）

政掣及內地視霧局局長，別稱「人肉錄音機」，每一次上台都會帶錄音機上台，在討論環節的第一句話通常是「大家好，我是政掣及內地視霧局局長林公公」（一般會再說一次），說話非常沉悶，一再強調政府立場。聖誕節聖誕老人提早來港，送了一台MP3機給林公公，人肉錄音機升級為人肉MP3（在下一集仍然使用錄音機）。
- 孫明洋（盧海鵬飾）

教肉局局長。首次在第二集新聞亂報登場，講解斬樹的意見。之後經常上特首扮記者會（該環節名為特區政府冇問題），但是有時所提及的記者會中，並非與教肉局有關。在第二輯偶爾會上討論環節講解意見，並拍下多輯廣告。自稱政界盧海鵬。
- 周一鑊（林超榮飾）

食襪及衛生局局長，由於政府醫療服務連番失誤，需要經常上節目為事件解畫。曾在第四集及第五十一集由主持人物份參加討論環節。
- 邱騰嘩（鄭啟泰飾）

環景局局長，在慳電膽現金券事件中，為拳拳負起重擔。曾萌生退意，不過被詹陪中勸阻。

#### 其他主要官員
- 鄧鏡成（姜皓文飾）

警霧處長，每一次都會穿上避彈衣出場，第一次登場是第四集新聞亂報，登場時第一句說話是「Attention!」（立正），曾對李加乘的樓盤廣告有懷疑，要求帶他協助警方調查。不過他亦有低聲下氣的時候，向業問拜師時，就沒擺出警隊一哥姿態亮相。

### 政治及政壇界人物

#### 蠟髮會議員及主要的政府官員
- 劉光華（蔡國威飾）

民見聯現任副主席，言論非常貼近政府及民建聯，在討論環節中多次為政府失誤解畫，在司圖華罵他時會說：「收聲啦，擦鞋仔（住口吧，馬屁精。）」，因此，在蠟髮會三蟲唱中，被稱為應聲蟲，曾因為協助敵對黨派及讀錯字被蠟髮會主席警告。亦在討論環節中曾充當馬立當拿的翻譯。
- 梁國紅（姜皓文飾）

捨民連成員，別稱「長毛」，在Band房開Band（該環節名為長毛開BAND），金句為「覆你個機」、「香港勝在有長毛」等。曾經以特別嘉賓出席特首扮記者會。在蠟髮會三蟲唱中，他是毛蟲。
- 詹培中（林超榮飾）

蠟髮會議員，別稱「金撈占」，每集均以主持人身份登場，並顯示他的「金錶」，在第一次（第八集）登場，第一節被梁國紅狙擊，成為節目第一位提早被迫離場的主持人（不久突然回來並稱只是去了洗手間）。亦曾暗示在賭博贏過大錢。在蠟髮會三蟲唱中，他是懶蟲。
- 黃郁民（盧海鵬或鄭啟泰飾演）

捨民連主席，首次在第二集討論環節登場，在環節中經常不依節目程序，以「掟蕉（拋擲香蕉）」最為聞名，但被黨友諷刺為「舊招」。在蠟髮會三蟲唱中，他是蝗蟲。
- 甘奶威（鄭啟泰飾）

由於醜聞事件影響，令這位無名的民煮黨議員成功上位，在首次登場中被譚香聞（劉錫賢飾）不斷質疑。接著在第五十四集的蠟髮會三蟲唱中，被稱為鹹蟲，感謝拳拳轉移視線，沒有人再理會這宗醜聞。
- 何秀難（蒲進飾）

蠟髮會議員，首次在新聞亂報登場，指出飯民在五區總辭事件中不一定勝出，因為她的政黨只得她一個人，指出飯民如嫁給一個爛賭的丈夫，輸了的話就什麼也沒有。
- 霍震停（林超榮飾）

東亞運動會籌辦人，為消除公眾對東亞運疑慮，安排黃今寶（秦啟維飾）及李麗山前往亞視總部綵排聖火傳遞儀式。在蠟髮會三蟲唱，由於沒有動議，被稱為大懶蟲。
- 謝偉進（鄭啟泰飾）

法律超人，每一次都以超人裝束登場，並籍機在節目中宣傳他自己法律事務所。曾與白姐姐一起登場。
- 劉胃兄（秦啟維飾）

#### 前任蠟髮會議員
- 司圖華（鄭啟泰飾）

蜘聯會主席，首次在第三集討論環節登場。喜好書法，對娛樂人物不太熟悉，經常會記錯藝人的名字。出場次數頻密，並與義弟牛華主持正字Stand Up環節。
- 李處銘（蔡國威、蒲進飾）

民煮之父。首次在人人有書讀登場，在深圳誤吃有毒刺身中毒住院，登上了拮周刊的封面。曾在新聞亂報稱「殺手判上判」制度是不好。亦在與奧斑馬聯絡期間「唱衰香港」。

#### 前任政府官員
- 陳馮富真（蔡國威飾）

世胃總幹事，雖在日耐瓦工作，但仍然很有空來香港參與香港亂噏節目，由於豬流感在全球大爆發，因為被稱為「豬真」。
- 肥棚（劉錫賢飾）

前港督，牛樽大學校監，喜歡吃蛋撻，曾因為沒有蛋撻而憤怒。
- 任智剛（蒲進飾）

前甘管局總裁，第一次在第二集再加碼派糖預算廣告登場，以自己的「辭職」要求曾進華「辭職」。對「攞命陳」上任絕不在意，希望退休後可以輕鬆一下。L認為他心中有鬼，結果死亡筆記的死神嚇暈。
- 董伯伯（盧海鵬飾）

前任凸首，經常強調香港好，國家好。在任期間與迪迪尼簽下一條為期99年的「不平等」條約。

#### 其他政治界人物
- 蕭藥丸（鄭啟泰飾）

資訊傳媒工作者，首次在娛樂圈上新聞亂報登場，指控海水公園先加票價再裝修是不對的。之後多以主持人身份登場。
- 蔡指強（林超榮飾）

時事評論員，每場以主持人身份登場，早期登場頻密度高，但最近開始較少出現，曾經說「噏完說算」，對事後的言論不負責任。
- 阿牛（林超榮飾）

全名曾阿牛，聞間電台台長，希望籍開放大氣電波而得益。曾在新聞亂報大叫「保衛釣魚台，支持聞間電台！」
- 梁振鷹（姜皓文飾）

行正會議召集人，曾被綠叔傳言成為2012年「特區龍頭估」（暗喻當2012年行政長官），由於遲遲未公開表態，被機械人阿瞳目認定不是好人。目前他多番暗示2012年會有所動作。
其他角色包括：陳方安身/陳方安心（筱靖、吳麗珠飾）

### 演藝界

#### 電視圈及電影界發展
- 成大哥（姜皓文飾）

國際巨星，第一次在第二集新聞亂報登場，教你如何保持頭髮烏黑。之後因為「動L」而受到觀眾的關注。曾經為政府拍過反七一遊行廣告。
- 家鷹哥（姜皓文飾）

喜歡上深圳按摩，因為他登場時通常會與按摩有關，通常登場第一句說話是「我要去揼骨，我求你應呀承（我要去按摩，我求你答應）」。曾稱因為中國有按摩服務，因此快樂指數遠比香港為高。
- 黃拍糕（姜皓文飾）

洋名Paco。金牌經理人，在電台節目志暈與你環節應邀出席，然而，對於古巨機來説之後就被挖角潮下感到惋惜。喜歡喝酒（第二集被蘇C黃踢爆喝利賓納），每一次都會帶酒上節目，不過曾被蘇C黃踢爆喝利賓納，對於政府實行凌晨二時不得賣酒感到憤怒，稱將自家改建私家酒吧。
- 牛華（蒲進飾）

四大天王之中，出場次數最頻密角色。與契兄司圖華一起主持《正字Stand Up》環節。他被揭發與朱脷倩秘密結婚，在網站牛華天地發表回應，在查唓！篤篤撐被查小歪及車肉梅推介。
- 鄧麗音（戚黛黛飾）

洋名Stuphy（發音與Stupid一樣），著書為《賠到你走》（原書名：陪著我走），由於錯字多的關係，被倪康在人人有書讀環節中推介。其後因患上豬流感進院，但是因為醫院做錯太多事，自行提早離院，應梁國紅出席長毛開BAND。之後被Go燈網友將她的歌曲改編，再被長毛邀請她出席該環節。
- 車肉梅（劉錫賢飾）

電台節目主持，首次在第二十八集的《查唓！篤篤撐》與查小奀登場，在接受觀眾點唱時主力識穿觀眾身份。在節目籍機會稱讚自己的女兒如何棒，不過已被查小奀警告過一次。
- 查小奀（秦啟維飾）

電台節目主持，首次在第二十八集的《查唓！篤篤撐》與車肉梅登場，經常在電台節目開始介紹自己後笑（HO！HO！HO！HO！）。
- 王精（劉錫賢飾）

電影導演，稱如果有人抄他電節中的情節，保證做什麼事都會順利。顯示作品有賭臣、溪錢帝國等。
- 謝四哥（姜皓文飾）

由於他仍是單身，每一次上節目都會帶女伴上來。稱年輕人不要玩樂太多。經典強調「Keep得好副計，強腎有計仔。」。
其他包括：拮針明步（吳嘉星飾）

### 其他人物
- 麥靈靈（劉錫賢飾）

主持天機可以洩漏環節，對拍檔蘇聞風非常不滿，在書展已推出《虎年運程》一書。另外另一著書《2010虎年運輸》（原書名：2010虎年運程）被白姐姐推介。
- 蘇聞風（蒲進飾）

玄學家，由於與麥靈靈是宿敵，因此不太願意在天機可以洩漏環節合作。他以「屬鼠牛虎兔龍蛇馬龍猴雞犬豬生肖的朋友聽著」作開場白，在書展發售寒命人攻略一書。此外他的風水書2010年虎年運程被林燕璃推介，稱自己率先打通世界市場。
- 司徒髮正（鄭啟泰飾）

風水師，喜歡捉鬼及養「鬼仔」，他的鬼仔其實是足球明星公仔。曾對龔如心爭產事件作出不同暗示。
- 林超齡（林超榮飾）

電視台女主播，所工作的電視台暗示是亞洲電視，在《新聞亂報》環節亮相。宗旨將新聞娛樂化或娛樂新聞化，經常責罵兩名編輯。她的洋名叫Annie，稱在書展推出寫真集《Animal》，自稱該寫真集是有深度。曾自稱有人踢爆她是人妖或變性，但是她否則這些指控，一提起就會大發脾氣。在第四十四集以主持人身份在討論環節亮相，喜歡化妝，但不喜歡瘦身。自稱年齡五十多，與二十多歲的男朋友拍拖。
- 食神滔（劉錫賢飾）

第一集登場，每次上節目以廚師裝扮登場，並戴著「金牌」，經常在節目中叫大家來大富貴酒樓（原名大榮華酒樓）光顧，只要來到那裡什麼問題都可以解決。
- 盛智聞（樓南光飾）

海水公園主席，洋名Seaman，首次在第四集登場，對主要競爭對手迪迪尼很不滿。雖然他對蘭桂坊亦緊張，但是凡事以海水公園為優先。
- 肥佬黎（劉錫賢飾）

傳霉大亨。首次在新聞亂報登場，聲稱考慮進攻教科書市場。喜歡吃蘋果，旗下報刊有生果日報、拮周刊、EASY等。曾在第三十八集及四十三集主持人人有書讀，曾在討論環節中以主持人身份登場。
- 陳永綠（鄭啟泰飾）

估壇明燈財經評論家，人稱綠叔，主持亂噏估神環節。在第四十六集討論環節登場，稱香港是最多主婦炒估票的地方。
- 陳志暈/志暈大師（盧海鵬飾）

在電台主持志暈與你的節目。在垂簾聽打中環節是大高清帝國重臣，被芳太后召見，成功阻止被打的命運，最後被芳太后叫志暈獨自去南極，下文不明。
- 倪康（劉錫賢飾）

著名作家，主持人人有書讀一段長時間。說話比較口疾，但很忍得別人罵。
- 李加人（劉錫賢飾）

兒科醫生，首次在新聞亂報登場時卻提及成年人過熱，需要消暑降溫。經常在節目中唱兒歌，但不受其他人歡迎。
- 李擇街（秦啟維飾）

電螢主席，誕下兒子叫李腸治，曾公司測試人肉救護車熱線，但失敗收場。
- 業問（盧海鵬飾）

一代宗師，曾經開班授徒。當上來討論環節時，評價別人的武功如何。
- 包租婆（劉錫賢飾）

豬籠寨城業主。當有關於租金及地產的討論時她會出場。特技是獅吼功。
- 陳笑卓（蔡國威飾）

正身書院校長，對於近日的正身書院關連的風波多番解畫，其中拮周刊爆料指他們以2萬元開設一個雞場，由於報導提及北菇雞，擬控告拮周刊。
- 蘇C黃（秦啟維飾）

著名食評家，首次在第二集討論環節登場，最忌別人說「口感」兩字。曾經在討論再加碼派糖時，稱「炒冷飯」，應該用乾身的材料去炒，亦曾經踢爆黃拍糕喝的酒是利賓納。廣告方面則曾經在特區政府冇問題中，與孫明洋合作拍下一個廣告，用作宣傳有關高級公務員減薪的措施。節目原定設有《「鬚」Good》環節給她，每晚她以煮食妙論香港頭條，但到現時該環節並沒有出現。

## 主要登場角色列表
| 演員     | 演出人物 |
| 林超榮   | 林超齡、蔡指強、周一鑊、林公公/林睡麟、詹培中、芳太后、阿牛、陳可身、余錦機、張建中、霍建零、鄭耀糖、霍震停、徐立知、馮檢機、陳偉頁 |
| 鄭啟泰   | 鄭大斑、曾進華、司圖華、司徒髮正、李加乘、蕭藥丸、謝偉進、陳永綠、廢爵爺、黃郁民*、克林鈍、亞B、余若肥、勞永落、曾得成、郭富乘、施永清、林杏指、肥媽、甘奶威、邱騰嘩、鄭家唇 |
| 盧海鵬   | 黃郁民*、陳志暈、孫明洋、豬咪咪、包整紅（模仿景鴻移民廣告）、女主人#（模仿得成僱傭廣告）、笑鳳姐、木村托杉、哈利波凸#、業問、談校長*、Crazy/周瘦娜*、奧暈、張學有、嘈人超、幪羅麗莎#、衛難*、盧罐停、流皇發、曾志偉（寒琛）#（毛間度角色）、許灌、步驚暈#（風雲角色）、肥比C、搵光、雞脾拜神、菜欄、高俊#（賭神角色）、包青天、董伯伯、CHECK卷兄弟#（模仿安信財務廣告）、大雄#（多啦A夢角色）、劉天翅/翅官*、大長針、L#（死亡筆記角色）、秦博士#（怪醫黑傑克角色）、孔子、獅朗、李角能、波兒#（電影《波兒出城之妖壇教祖3點"畢露"搞硬美國佬》角色）、財神#、海南雞#、布朗、塞梅婭、蠟筆小新#、李棚飛、高昆、茶水博士、勾錢、流長、曾蔭權（拳拳） |
| 姜皓文   | 羅家鷹（家鷹哥）、梁國紅、黃拍糕、成大哥、鄧鏡成、鄧達痣、蝦林、謝四哥、周終、古天洛、陳奕信、奧斑馬、拳爺##（禮賓苦錦鯉）、梁振鷹、達聞西#（國產凌凌漆角色）、CHECK卷兄弟#（模仿安信財務廣告）、杜可瘋、地盤佬##（模仿吉百利廣告）、李笑光、叻哥、王加衛、阿星##、四叔、黃國筒 |
| 劉錫賢   | 食神滔、麥靈靈、鬚生、肥棚、馬立當拿、倪康、肥佬黎、原抽（包租婆）#(功夫角色)、龜仙人#(七龍珠角色)、王精、李加人、何俊人、車肉梅、肥貓#（肥貓正傳角色）、曾煩光、譚香聞、李話明、盧維C、馬時鏗*、露宿者## |
| 蒲進     | 蘇聞風、黎天王/黎名*、牛華、外籍傭工（分為A、B、C）# 、白姐姐、陸泳、樓建明#(毛間度角色)、原華（包租公）、牛頭#（模仿香港寬頻貝爾篇廣告）、任智剛、陳慧霖、Hair、張繼蔥、拾憂進##、林則除、何秀難、D嫂、負泳、李麗山、DO姐/DoDo姐、快子姊（快子姊妹花成員）、朋友（二十世紀少年角色）#、家駒、嘈格、聶峰#、陳先生#、敵人傑、康希皇帝、譚志圓、李處銘 |
| 秦啟維   | 李擇街、蘇C黃、衛C、露暈娜*、女秘書##、七成僱傭#、失業工人#、長嫂、劉胃兄、吉村拓##（業問徒弟）、拳頭##（禮賓苦錦鯉）、MC煎、編輯A##、查小奀、亞倫*、電車男##、黃今寶、楊千華、貓媽#（肥貓正傳角色）、德嫂、周星星/猩爺、王家強、執田、阿瞳目、金伯#、韋小保#、福伯#、陳黑勤 |
| 蔡國威   | 陳馮富真、王維機、劉光華、陳笑卓、迷女王#（謎 (第二輯)角色）、李處銘、貫中、李零、梁家、祟貞皇帝、傲拜、梁耀中、許懷恩、馮小光、聖誕老人#、曾玉成（蠟髮會主席）聲演 |
| 吳嘉星   | 鄺美人*、舒皮、希爾鈍、植樹無籽、拮針明步、酒井發癲、陳考文、波波小D、車妮子##、吳君余*、編輯B##*、古升升##、BBQ##、DlANA##、朱脷倩、SING、胡孟清、何韻B、王小朱、長萍公主 |
| 樓南光   | 梁淑蒸（樽美學校前校監）、盛智聞、葉劉熟兒*、黃秋根、馬時鏗* |
| 戚黛黛   | 梁落C、衛難*、柴可夫斯姬##、鄧麗音、錢袋袋##、編輯B##*、鄭瘦文、官因拿 |
| 筱靖     | 謝安奇、陳方安身*、VANlLLA、編輯C##、快子妹（快子姊妹花成員） |
| 吳麗珠   | 葉劉熟兒*、鄺美人*、林燕璃、吳君余*、李樂C、陳方安心* |
| 盧大偉   | 劉紹街、葉麗兒、張丙良、譚耀中 |
| 梁浩楷   | 桃傑、Suprise |
| 甄思羽   | 陳灌稀、馬面#（模仿香港寬頻貝爾篇廣告） |
| 徐自賢   | 樂基宜 |
| 伍偉樂   | D君 |
| 馮家俊   | 羅志長 |
| 何卓瑩   | Mango |
| 肥龍     | 鼓手##、黃榮身（正身校友）、何太##、靜宜#（多啦A夢角色）、潮女 ##、佩佩#（怪醫黑傑克角色）、廚師#、卡卡、丁肥高、世榮、許懷菊 |
| 小畢     | 林稀聖（正身校監） |
| 小明     | 沙脾艾朗數 |
| 瘦虎     | 趙虎# |
| 其他     | 一群小朋友（第四集亮相） |
| 特別鳴謝 | 「香港聾人協進會」Billy仔/Mindy手語傳譯 |

註：*為重覆人物  #為非現實人物  ##為香港亂噏因應節目內容創立之人物 方格者內為已逝世

### 超過一名演員扮演過的角色
- 黃郁民：盧海鵬／鄭啟泰
- 談校長／亞倫：盧海鵬／秦啟維
- Crazy／周瘦娜／露暈娜：秦啟維→盧海鵬
- 衛難：戚黛黛→盧海鵬
- 編輯B：戚黛黛／吳嘉星
- 葉劉熟宜：樓南光→吳麗珠
- 鄺美人：吳嘉星／吳麗珠
- 吳君余：吳嘉星／吳麗珠
- 陳方安身／陳方安心：筱靖／吳麗珠
- 李處銘：蔡國威／蒲進

## 外部連結
- 亞視《香港亂噏》官網